# 棋聖戦 (将棋)
棋聖戦（きせいせん）は、産業経済新聞社及び日本将棋連盟主催の将棋の棋戦で、タイトル戦のひとつ。五番勝負の勝者は棋聖のタイトル（称号）を得る。
産経新聞社主催の棋戦としては、1951年に開始した一般棋戦の産経杯が源流である。産経杯は1954年に準タイトル戦の早指し王位決定戦となり、さらに1960年からはブロック紙三社連合の協力を得てタイトル戦の王位戦に格上げとなった。1962年に産経新聞は王位戦を離脱し、新たに棋聖戦を開始した。当初は年2回（前期・後期）開催だったが、1995年からは年1回に変更。2018年4月からはヒューリックが特別協賛に入り、正式名称をヒューリック杯棋聖戦とすることとなった。ヒューリックの意向により、第96期（2025年度）より優勝賞金が4000万円に増額され、さらに優勝者には特別賞として1000万円が贈られる。
タイトル名の「棋聖」は、本来は将棋・囲碁に抜群の才能を示す者への尊称であった。将棋では特に、江戸時代末期に現れた不世出の天才棋士・天野宗歩を指すことが多く、天野には十三世名人の関根金次郎によって棋聖の称号が贈られている。また、護国寺には、小菅剣之助・関根金次郎らによって八代伊藤宗印を記念する「棋聖宗印之碑」が建立されている。

## 方式
1962年の創設当初から1994年度までは、タイトル戦の中では唯一、年2期制で行われていた（五番勝負は6～7月と12月～2月の年2回実施）。現行の年1期制となったのは1995年度（第66期）、羽生善治が七冠独占を果たした年度である。
第81期より挑戦者決定のシステムが変更され、以降は一次予選・二次予選・決勝トーナメントの3段階で挑戦者を決定する。
2021年2月より、女流棋士が決勝トーナメントベスト8まで勝ち進んだ場合に、棋士編入試験の受験資格を与えられることとなった。

### 一次予選
シード者以外の順位戦C級1組以下の棋士と、女流棋士2人によりトーナメント形式で行われる。8人が二次予選に進む。なお、シード者以外の順位戦C級1組以下の棋士であっても、前期の戦績によっては二次予選からの出場となる場合がある。
第81期より持ち時間が1時間（チェスクロック使用）に短縮され（短縮前は3時間）、1日に2局指す場合もある。棋聖戦と同様に1日に2局指す棋戦は、タイトル戦予選では他に叡王戦(段位別予選)がある。テレビ棋戦以外の一般棋戦では朝日杯将棋オープン戦、女流タイトル戦では女流王将戦(予選・本戦)がある。

### 二次予選
一次予選の勝ち抜き者8人と、本戦（決勝トーナメント）のシード者を除くB級2組以上の棋士によりトーナメント形式で行われる。持ち時間は各3時間。前期の本戦進出者および棋聖戦五番勝負出場経験者は、順位戦のクラスに関係なく二次予選からの出場となる。82期より本戦シード人数が変動することになり、二次予選の勝ち抜け枠は8-12人の範囲で毎年変動するようになった。

### 決勝トーナメント
シード者（4～8人、前期ベスト4以上＋タイトルホルダー上位者4人）、二次予選の勝ち抜き者（8～12人）の計16人が参加する。持ち時間は各4時間。トーナメントの勝者が棋聖と五番勝負を戦う。
在籍期限を満了したフリークラス編入棋士の特例参加
決勝トーナメント準決勝進出者（ベスト4）が、フリークラス規定の在籍期限を満了したフリークラス編入棋士である場合、その在籍期限満了者は他棋戦については出場資格がなくなるが、棋聖戦については次年度の棋戦に参加が可能となり、引退とはならない（2010年7月9日以降）。

### 棋聖戦五番勝負
棋聖と挑戦者が五番勝負を戦う。他のタイトル戦と同様、五番勝負は、全国各地の旅館・ホテルや料亭などで実施される。1996年以降、五番勝負のうち1局がホテルニューアワジで開催されることが恒例となっている。持ち時間は各4時間で、1日制である。
番勝負の模様は、現在はABEMA 将棋チャンネルで完全生中継される。2019年まではニコニコ生放送でも配信されていた。

### 方式の遍歴
棋聖戦の創設は1962年度。棋戦名「棋聖戦」の由来は明確ではないが主催紙の産経新聞記者によると、産経紙に新棋戦ができる場合の名前についての雑談中に加藤博二八段が「『棋聖』というのはどうでしょう」と発したのが由来の一つではないかとし、当時の原田泰夫会長は「とくに棋道にひいでたる棋士を棋聖という」との解説を同紙に寄せた。
第1期は大山康晴名人・升田幸三前名人・塚田正夫元名人の3名による3局ずつのリーグ戦を9局（各6局）行い、上位2名が五番勝負を行う方式とした。第1期開幕局は1962年10月1日の升田対塚田戦であった。
創設時の棋戦特色として、主催紙の産経新聞記者は「年2回のタイトル戦」の倍のチャンス、「五番勝負」「持ち時間7時間の一日指し切り（予選・五番勝負とも）」という前近代的な「二日制」と比べて近代的なスピード感であると記している。
また創設時から、永世称号として通算5期獲得による「永世棋聖」の規定が設けられていた。

#### 第1期-第65期：年2期制時代
創設から第65期までは、年に前期後期の2期制で行われていた。
| 期    | 期間                       | 棋聖戦 五番勝負 (1日制) | 決勝トーナメント                                                                                     | 決勝トーナメント                                                                                     | 決勝トーナメント                                                                                     | 決勝トーナメント                                                                                     | 二次予選                                                                                             | 二次予選                                                                                             | 一次予選                                                                                             | 一次予選                                                                                             |
| 期    | 期間                       | 棋聖戦 五番勝負 (1日制) | 決勝 挑戦者 決定戦                                                                                   | 持ち 時間                                                                                            | 出場 人数                                                                                            | シード条件                                                                                           | 通過 人数                                                                                            | シード条件                                                                                           | 通過 人数                                                                                            | 出場条件                                                                                             |
| 期    | 期間                       | 持ち時間                | 決勝 挑戦者 決定戦                                                                                   | 持ち 時間                                                                                            | 出場 人数                                                                                            | シード条件                                                                                           | 通過 人数                                                                                            | シード条件                                                                                           | 通過 人数                                                                                            | 出場条件                                                                                             |
| ----- | -------------------------- | ----------------------- | --- | --- | --- | --- | --- | --- | --- | --- |
| 1     | 半年 (前期/後期) (年2期制) | 7時間                   | 当時のトップ棋士3名（大山康晴・升田幸三・塚田正夫）のリーグ戦。成績上位者2名が棋聖戦五番勝負に進出。 | 当時のトップ棋士3名（大山康晴・升田幸三・塚田正夫）のリーグ戦。成績上位者2名が棋聖戦五番勝負に進出。 | 当時のトップ棋士3名（大山康晴・升田幸三・塚田正夫）のリーグ戦。成績上位者2名が棋聖戦五番勝負に進出。 | 当時のトップ棋士3名（大山康晴・升田幸三・塚田正夫）のリーグ戦。成績上位者2名が棋聖戦五番勝負に進出。 | 当時のトップ棋士3名（大山康晴・升田幸三・塚田正夫）のリーグ戦。成績上位者2名が棋聖戦五番勝負に進出。 | 当時のトップ棋士3名（大山康晴・升田幸三・塚田正夫）のリーグ戦。成績上位者2名が棋聖戦五番勝負に進出。 | 当時のトップ棋士3名（大山康晴・升田幸三・塚田正夫）のリーグ戦。成績上位者2名が棋聖戦五番勝負に進出。 | 当時のトップ棋士3名（大山康晴・升田幸三・塚田正夫）のリーグ戦。成績上位者2名が棋聖戦五番勝負に進出。 |
| 2     | 半年 (前期/後期) (年2期制) | 7時間                   | 三番勝負                                                                                             | 7時間                                                                                                | 16名                                                                                                 | 8名 ・第1期敗者 ・順位戦A級7位以上                                                                   | 08名                                                                                                 | 順位戦 0A級8位以下 0B級2組以上                                                                       | 02名                                                                                                 | 非シードで C級1組以下の 棋士全員                                                                     |
| 3     | 半年 (前期/後期) (年2期制) | 7時間                   | 三番勝負                                                                                             | 7時間                                                                                                | 16名                                                                                                 | 第2期ベスト8                                                                                         | 08名                                                                                                 | 順位戦B級2組以上                                                                                     | 02名                                                                                                 | 非シードで C級1組以下の 棋士全員                                                                     |
| 04-10 | 半年 (前期/後期) (年2期制) | 7時間                   | 三番勝負                                                                                             | 7時間                                                                                                | 16名                                                                                                 | 08名 ・前期ベスト4 ・順位戦A級上位4名                                                                | 08名                                                                                                 | 順位戦B級2組以上                                                                                     | 04名                                                                                                 | 非シードで C級1組以下の 棋士全員                                                                     |
| 11-16 | 半年 (前期/後期) (年2期制) | 6時間                   | 一番勝負                                                                                             | 6時間                                                                                                | 16名                                                                                                 | 08名 ・前期ベスト4 ・順位戦A級上位4名                                                                | 08名                                                                                                 | 順位戦B級2組以上                                                                                     | 04名                                                                                                 | 非シードで C級1組以下の 棋士全員                                                                     |
| 17-25 | 半年 (前期/後期) (年2期制) | 5時間                   | 一番勝負                                                                                             | 5時間                                                                                                | 16名                                                                                                 | 08名 ・前期ベスト4 ・順位戦A級上位4名                                                                | 08名                                                                                                 | 順位戦B級2組以上                                                                                     | 04名                                                                                                 | 非シードで C級1組以下の 棋士全員                                                                     |
| 26-31 | 半年 (前期/後期) (年2期制) | 5時間                   | 一番勝負                                                                                             | 4時間                                                                                                | 16名                                                                                                 | 8名 ・前期ベスト4 ・タイトルホルダー ・永世称号保持者 ・順位戦A級上位                                | 08名                                                                                                 | 順位戦B級2組以上                                                                                     | 04名                                                                                                 | 非シードで C級1組以下の 棋士全員                                                                     |
| 32-56 | 半年 (前期/後期) (年2期制) | 5時間                   | 一番勝負                                                                                             | 4時間                                                                                                | 16名                                                                                                 | 8名 ・前期ベスト4 ・タイトルホルダー ・永世称号保持者 ・順位戦A級上位                                | 08名                                                                                                 | 順位戦B級2組以上                                                                                     | 04名                                                                                                 | 非シードで C級1組以下の 棋士全員                                                                     |
| 57-65 | 半年 (前期/後期) (年2期制) | 5時間                   | 一番勝負                                                                                             | 4時間                                                                                                | 16名                                                                                                 | 8名 ・前期ベスト4 ・タイトルホルダー ・永世称号保持者 ・順位戦A級上位                                | 08名                                                                                                 | ・前期決勝出場者 ・順位戦B級2組以上                                                                  | 04名                                                                                                 | 非シードで C級1組以下の 棋士全員                                                                     |

#### 第66期-第80期：三次予選時代
- 第66期（1995年度・1994年8月開始）からは年1期制となった。
- 決勝トーナメントの前に「三次予選」（第72期からは「最終予選」の名称）が行われた。

| 期    | 棋聖戦 五番勝負 (1日制) | 決勝トーナメント   | 決勝トーナメント | 決勝トーナメント | 66-71期：三次予選 72-80期：最終予選 | 66-71期：三次予選 72-80期：最終予選 | 66-71期：三次予選 72-80期：最終予選                                                               | 66-71期：三次予選 72-80期：最終予選                      | 二次予選  | 二次予選  | 二次予選                                                                       | 一次予選  | 一次予選  | 一次予選                                                |
| 期    | 棋聖戦 五番勝負 (1日制) | 決勝 挑戦者 決定戦 | 持ち 時間        | 出場 人数        | 持ち 時間                           | 出場 人数                           | シード条件                                                                                        | 方式                                                     | 持ち 時間 | 通過 人数 | シード条件                                                                     | 持ち 時間 | 通過 人数 | 出場条件                                                |
| 期    | 持ち時間                | 決勝 挑戦者 決定戦 | 持ち 時間        | 出場 人数        | 持ち 時間                           | 出場 人数                           | シード条件                                                                                        | 方式                                                     | 持ち 時間 | 通過 人数 | シード条件                                                                     | 持ち 時間 | 通過 人数 | 出場条件                                                |
| ----- | ----------------------- | ------------------ | ---------------- | ---------------- | ----------------------------------- | ----------------------------------- | ------------------------------------------------------------------------------------------------- | -------------------------------------------------------- | --------- | --------- | ------------------------------------------------------------------------------ | --------- | --------- | ------------------------------------------------------- |
| 66-71 | 5時間                   | 一番勝負           | 4時間            | 08名             | 3時間                               | 16名                                | 8名 <各リーグ1位> ・前期ベスト4 <各リーグ2位> ・タイトルホルダー ・永世称号保持者 ・順位戦A級上位 | 4人×4組の リーグ戦 各組上位2人が 決勝進出                | 3時間     | 08名      | ・前期三次予選 ／最終予選進出者 ・過去棋聖戦 五番勝負進出者 ・順位戦B級2組以上 | 3時間     | 08名      | ・非シードで ＿C級1組以下の ＿棋士全員 ・女流棋士2名 ＿ |
| 72-80 | 4時間                   | 一番勝負           | 4時間            | 08名             | 3時間                               | 16名                                | 8名 ・前期ベスト4 ・タイトルホルダー ・永世称号保持者 ・順位戦A級かつ ＿前期ベスト8               | 4人×4組で ダブル イリミネーション トーナメント 2敗で脱落 | 3時間     | 08名      | ・前期三次予選 ／最終予選進出者 ・過去棋聖戦 五番勝負進出者 ・順位戦B級2組以上 | 3時間     | 08名      | ・非シードで ＿C級1組以下の ＿棋士全員 ・女流棋士2名 ＿ |

#### 第81期以降
第81期（2010年度・2009年5月開始）から「最終予選」が廃止し、決勝トーナメントを16名で行うようになった。
| 期    | 棋聖戦 五番勝負 (1日制) | 決勝トーナメント   | 決勝トーナメント | 決勝トーナメント | 決勝トーナメント                                                | 二次予選  | 二次予選  | 二次予選                                                                      | 一次予選  | 一次予選  | 一次予選                                                |
| 期    | 棋聖戦 五番勝負 (1日制) | 決勝 挑戦者 決定戦 | 持ち 時間        | 出場 人数        | シード条件                                                      | 持ち 時間 | 通過 人数 | シード条件                                                                    | 持ち 時間 | 通過 人数 | 出場条件                                                |
| 期    | 持ち時間                | 決勝 挑戦者 決定戦 | 持ち 時間        | 出場 人数        | シード条件                                                      | 持ち 時間 | 通過 人数 | シード条件                                                                    | 持ち 時間 | 通過 人数 | 出場条件                                                |
| ----- | ----------------------- | ------------------ | ---------------- | ---------------- | --------------------------------------------------------------- | --------- | --------- | ----------------------------------------------------------------------------- | --------- | --------- | ------------------------------------------------------- |
| 81    | 4時間                   | 一番勝負           | 4時間            | 16名             | 8名 ・前期ベスト4 ・タイトルホルダー ・永世棋聖 ・順位戦A級上位 | 3時間     | 008名     | ・前期三次予選 ／最終予選進出者 ・過去棋聖戦五番勝負進出者 ・順位戦B級2組以上 | 1時間     | 08名      | ・非シードで ＿C級1組以下の ＿棋士全員 ・女流棋士2名 ＿ |
| 82-91 | 4時間                   | 一番勝負           | 4時間            | 16名             | 下の順に8名まで ・前期ベスト4 ・タイトルホルダー ・永世棋聖     | 3時間     | 8-12名    | ・前期決勝トーナメント出場者 ・過去棋聖戦五番勝負進出者 ・順位戦B級2組以上    | 1時間     | 08名      | ・非シードで ＿C級1組以下の ＿棋士全員 ・女流棋士2名 ＿ |
| 092-0 | 4時間                   | 一番勝負           | 4時間            | 16名             | 下の順に8名まで ・前期ベスト4 ・タイトルホルダー                | 3時間     | 8-12名    | ・前期決勝トーナメント出場者 ・過去棋聖戦五番勝負進出者 ・順位戦B級2組以上    | 1時間     | 08名      | ・非シードで ＿C級1組以下の ＿棋士全員 ・女流棋士2名 ＿ |

## 永世棋聖
永世称号である永世棋聖は、棋聖位を通算5期以上保持した棋士に与えられる。2024年7月現在、永世棋聖を獲得したのは合わせて6名で、永世棋聖の称号を付される棋士は大山康晴・中原誠・米長邦雄の3名、永世棋聖の資格を持つ棋士は羽生善治・佐藤康光 ・藤井聡太の3名である。永世称号は原則として引退後の就位となるが、米長はフリークラス転出時に現役のまま永世棋聖を呼称し、中原も60歳の時に現役のまま永世棋聖を呼称した。また、大山は現役のまま死去したため存命中の就位ではない。
- 永世棋聖

1. 大山康晴 - 1965年01月11日 資格獲得（当時41歳09か月、四段昇段後24年10か月）、1992年07月26日 現役死去
2. 中原誠＿ - 1971年08月03日 資格獲得（当時23歳10か月、四段昇段後05年10か月）、2008年04月01日 就位（現役のまま、当時60歳06か月）
3. 米長邦雄 - 1985年01月31日 資格獲得（当時41歳07か月、四段昇段後21年09か月）、1998年05月22日 就位（現役のまま、当時54歳11か月）

- 永世棋聖資格者

1. 羽生善治 - 1995年07月08日 資格獲得（当時24歳09か月、四段昇段後09年06か月、引退後の就位予定）
2. 佐藤康光 - 2006年07月05日 資格獲得（当時36歳09か月、四段昇段後19年03か月、引退後の就位予定）
3. 藤井聡太 - 2024年07月01日 資格獲得（当時21歳11か月、四段昇段後07年09か月、引退後の就位予定）

（以上6名、永世棋聖 資格獲得順）
※上記記録のうち、
＿＿中原の「四段昇段後5年10か月」は永世称号獲得の最速記録、
＿＿藤井の「21歳11か月」は永世称号獲得の最年少記録。

## タイトル戦序列の変更
2009年8月に、日本将棋連盟の公式サイトで7つのタイトル（当時）の並び順が変更され、棋聖戦は変更前の序列3番目（竜王・名人の次）から6番目に下がった。さらに2010年10月には7番目（一番下）に下がった。叡王戦がタイトル戦に昇格し序列3位となった際には各棋戦の序列が順に下がり、2018年以降の棋聖戦は8番目の序列となった。
各棋士の紹介ページ（棋聖と他のタイトルの両方の経験者）での記載も同様に変更された。
2025年4月、第96期より特別協賛社のヒューリック社の支援により棋戦契約金額を増額し、優勝賞金を4000万円、優勝特別賞を1000万円（合わせて5000万円）贈呈することとし、棋戦序列が8番目から6番目に繰り上がることになった。
- 2009年の変更前：序列3位
（序列順）1.竜王戦、2.名人戦、3.棋聖戦、4.王位戦、5.王座戦、6.棋王戦、7.王将戦
- 2009年変更後：序列6位
（序列順）1.竜王戦、2.名人戦、3.王位戦、4.王座戦、5.棋王戦、6.棋聖戦、7.王将戦
- 2010年変更後：序列7位
（序列順）1.竜王戦、2.名人戦、3.王位戦、4.王座戦、5.棋王戦、6.王将戦、7.棋聖戦
- 2018年以降：序列8位（叡王戦タイトル昇格に伴う）
（序列順）1.竜王戦、2.名人戦、3.叡王戦、4.王位戦、5.王座戦、6.棋王戦、7.王将戦、8.棋聖戦
- 2020年以降：序列8位（叡王戦主催者変更に伴う）
（序列順）1.竜王戦、2.名人戦、3.王位戦、4.王座戦、5.棋王戦、6.叡王戦、7.王将戦、8.棋聖戦
- 2022年以降：序列8位（叡王戦序列変更に伴う）
（序列順）1.竜王戦、2.名人戦、3.王位戦、4.叡王戦、5.王座戦、6.棋王戦、7.王将戦、8.棋聖戦
- 2024年以降：序列8位（叡王戦序列変更に伴う）
（序列順）1.竜王戦、2.名人戦、3.叡王戦、4.王位戦、5.王座戦、6.棋王戦、7.王将戦、8.棋聖戦
- 2025年以降：序列6位（棋聖戦序列変更に伴う）
（序列順）1.竜王戦、2.名人戦、3.叡王戦、4.王位戦、5.王座戦、6.棋聖戦、7.棋王戦、8.王将戦

## エピソード
- 創設当時のタイトル戦は名人戦・十段戦・王将戦・王位戦とすべて2日～3日制のものであったが、初めての1日制のタイトル戦となった。体調にすぐれなかった升田幸三のファンだった産経新聞社長の水野成夫がタイトルを取ってもらうため、1日制のタイトルとしてつくられた棋戦といわれた[14]。しかし、升田は2回挑戦するも、ついに一度も獲得することはなかった。一方、大山康晴は創設当初から連覇を重ね（7連覇）、早々に永世棋聖の資格を獲得した。
- 創設当初は、「5期獲得すれば、年金が月額20万円（終身）つく」という制度があった[15]。
- かつて年に2回行われていたこともあり「初タイトルが棋聖」という例も他のタイトルより多く、第91期（2020年）の藤井聡太まで13人が初タイトルを棋聖で獲得している[16]。
- 大山康晴にとっては、全盛期は（比較的）不得意な棋戦だったが、全盛期を過ぎてからは得意な棋戦となった。1956年度の第6期王将戦から1972年度の第22期王将戦まで、棋聖戦を除くと約16年間全てのタイトル戦（名人・十段・王将・王位）に登場しているが、この期間の棋聖戦では第1期（1962年・後）から第10期（1967年・前）までは7連覇を含み全て登場しているものの、翌第11期（1967年・後）[注 14]から第21期（1972年・後）までは過半数の7回登場を逃している。一方、一冠（十段）で臨んだ第24期（1974年・前）で棋聖を奪取するとここから7連覇しており、1974年度の第13期十段戦で失冠してからは保持タイトルは棋聖のみとなった。
- 第18期（1971年・前）で中原誠が大山康晴を相手に防衛に成功。これで通算5期獲得となり、当時の史上最年少（23歳11か月）の永世称号資格者となった（後に第95期で藤井聡太が更新するまで、53年・77期の間保持していた）。
- 第37期（1980年・後）に二上達也が29期ぶりに棋聖位を獲得した。「29期ぶり」は、タイトルの復位としては史上最長記録[注 15]である（2023年度終了時点）。
- 第45期（1984年・後）の五番勝負は、勝てば通算5期で永世棋聖の資格獲得となる米長邦雄に対して、タイトル戦初登場となる中村修が挑んだが、フルセットの末に米長が防衛。永世棋聖の資格を獲得した。なお、この五番勝負はすべての対局で後手番が勝利という結果に終わっている（すべてのタイトル戦を見ても、後手番全勝での決着は現時点ではこの五番勝負と第35期棋王戦五番勝負のみ）。
- 第46期（1985年・前）の五番勝負第2局はアメリカ・ロサンゼルスリトルトーキョー（ホテルニューオータニ）で行われた。1975年の第1期棋王戦以来、将棋界2度目の日本国外での対局となった。
- 第55期（1989年・後）に挑戦した屋敷伸之は17歳で全タイトル戦の最年少挑戦記録（当時）を樹立。加えて棋聖戦史上初の一次予選からの挑戦者となった。翌56期で18歳でタイトル奪取とこれも全タイトル戦最年少記録であったが、挑戦・奪取ともに後述のように藤井聡太によって更新された。
- 第67期（1996年）は、タイトル七冠を独占していた羽生善治が挑戦者の三浦弘行に敗れた。「羽生善治七冠」の期間は、2月14日の王将位獲得による七冠独占から7月30日の棋聖位失冠までの167日間であった。
- 第67期（1996年）〜第73期（2002年）の連続7期、棋聖が防衛に失敗している（挑戦者が奪取している）[注 16]。これはタイトル戦においての連続防衛失敗最長記録である（2023年度終了時点）。
- 第57期（1990年）屋敷伸之棋聖vs森下卓挑戦者と、第68期（1997年）三浦弘行棋聖vs屋敷伸之挑戦者は、タイトル保持者と挑戦者の順位戦在籍クラスが共にC級1組であった。タイトル戦で番勝負の登場棋士が共にC級1組以下の事例は、2018年4月現在においては棋聖戦の2例と第3期（2018年）叡王戦[注 17]の3例のみ。
- 第69期（1998年）は、中原誠と米長邦雄が三次予選のリーグで同じ組になり、永世棋聖資格保持者同士が予選で当たることとなった。組み合わせが抽選の予選において、棋戦名と同一の永世称号の資格保持者同士が当たるのは史上初（米長の勝利）。

- 第84期（2013年）は棋聖・王位・王座の羽生善治に、竜王・棋王・王将の渡辺明が挑戦した。将棋のタイトル戦史上、三冠を保持する者同士が対戦するのは初のケースであった[17]（結果は3勝1敗で羽生が防衛）。なお同年11月28日に第63期（2014年）王将戦の挑戦権を羽生が獲得し、竜王戦の最中だった渡辺が防衛すれば棋聖戦に続く三冠対決が実現していたが、翌日渡辺が竜王を失冠したため幻となった。
- 第85期（2014年）・第86期（2015年）には、高級洋菓子店のブールミッシュが協賛に入ったため、全局で同社の菓子類が対局者に提供されたほか[18]、将棋ファン向けに詰将棋が印刷された棋聖戦限定のパッケージも発売された[19]。
- 第89期（2018年）は、棋聖と竜王の二冠を保持していた羽生善治が挑戦者の豊島将之に敗れたことで、8つのタイトルを8人が1つずつ持ち合う「戦国時代」さながらの状態になった[注 18]。このような事例は、7タイトル時代に7人でタイトルを分け合った1987年以来、31年ぶりの出来事であった。また、7月17日に行われた第5局では、羽生の手番である48手目に火災警報が鳴り響くアクシデントが発生した。これは、対局の行われた都市センターホテルが消防訓練を行ったために起こったが、対局者には事前に知らされていなかったようで、10時47分から10時49分まで時計を止めて羽生・豊島・記録係がいったん室外に出ることになった。その後安全が確認されたため対局が再開された。
- 第91期（2020年）は、藤井聡太が一次予選から準決勝まで勝ち上がり、タイトル挑戦の最年少記録の更新が期待されたが、新型コロナウイルス感染症の影響で棋聖戦も延期となり、記録更新の可能性は消滅したと思われた[20]。しかし、緊急事態宣言解除後、本戦準決勝が6月2日、決勝は中1日で6月4日、第1局は挑戦者決定から4日後の6月8日という、異例の日程が組まれた[21][22]。藤井は準決勝で佐藤天彦、挑戦者決定戦で永瀬拓矢を破り、屋敷伸之の最年少タイトル挑戦記録を31年ぶりに4日更新した。棋聖戦史上初めて一次予選からの勝ち上がりで渡辺明から棋聖位を獲得し、最年少タイトル獲得記録を30年ぶりに更新した。
- 第92期（2021年）は、女流三冠（奨励会三段）の西山朋佳が棋士以外で初めて（女性としても初）棋戦の一次予選を突破した[23]。二次予選では、初戦の準決勝は勝利[24]したが、決勝戦で敗れ本戦進出とはならなかった[25]。
- 第93期（2022年）は、藤井聡太vs永瀬拓矢となった。第1局は二度の千日手が成立し、タイトル棋戦として史上初の「二度の同日指し直し局」の末に永瀬が勝利した。第2局以降は藤井が巻き返し、3連勝で藤井が3連覇を達成した。3連覇を達成した第4局は藤井にとって10代最後の対局、かつ、地元愛知でタイトル9期目を獲得した[26]。
- 第94期（2023年）の第1局はベトナム（ダナン）で行なわれた。第4期叡王戦第1局の台湾での対局以来、4年ぶりの将棋タイトル戦海外対局となった。
- 第50期（1987年・前）に挑戦者となった西村一義は、1969年の王位戦以来18年ぶり、第95期（2024年）に挑戦者となった山崎隆之は、2009年の王座戦以来15年振りのタイトル挑戦となった。タイトル戦番勝負の登場間隔期間は、西村が史上最長、山崎が史上2位である（2024年度終了時点）。
- 第96期（2025年）は、羽生善治と佐藤康光の永世棋聖資格保持者同士が二次予選の初戦で当たった。組み合わせが抽選の予選において、棋戦名と同一の永世称号の資格保持者同士の対局は、第69期の中原と米長（前述）以来2例目で、二次予選以下では史上初（羽生の勝利）。この二人が棋聖戦で当たるのは第79期で羽生が佐藤から棋聖を奪取したタイトル戦第5局以来、17期ぶりのことだった。

## 歴代五番勝負
| 番勝負勝敗（棋聖・挑戦者決定戦勝者側から見た勝敗） ○：勝ち ●：負け 千：千日手 持：持将棋 棋聖戦五番勝負 \| 太字 \| ：棋聖獲得者（五番勝負勝者） \| 太字永 \| ：永世資格獲得者（五番勝負勝者） \| 年度（第65期までは年2回開催） 前：前期（6～7月） 後：後期（12月～2月） |                              |        |                                  |
| 太字 | ：棋聖獲得者（五番勝負勝者） | 太字永 | ：永世資格獲得者（五番勝負勝者） |

### 創設～第10期(年2期開催)
| 期   | 年度 | 年度 | 棋聖戦五番勝負 | 棋聖戦五番勝負                  | 棋聖戦五番勝負 | 予選リーグ              | 予選リーグ             | 予選リーグ                             | 予選リーグ                             |
| 期   | 年度 | 年度 | 予選1位        | 勝敗                            | 予選2位        | 結果                    | 予選敗者               |                                        |                                        |
| ---- | ---- | ---- | -------------- | ------------------------------- | -------------- | ----------------------- | ---------------------- | -------------------------------------- | -------------------------------------- |
| 1    | 1962 | 後期 | 大山康晴       | ○●○○－                          | 塚田正夫       | 大山4-2 塚田3-3 升田2-4 | 升田幸三               | 左記3名のリーグ戦 （棋戦参加 3名のみ） | 左記3名のリーグ戦 （棋戦参加 3名のみ） |
| 期   | 年度 | 年度 | 棋聖戦五番勝負 | 棋聖戦五番勝負                  | 棋聖戦五番勝負 | 挑戦者決定トーナメント  | 挑戦者決定トーナメント | 挑戦者決定トーナメント                 | 挑戦者決定トーナメント                 |
| 期   | 年度 | 年度 | 棋聖           | 勝敗                            | 挑戦者         | 三番勝負                | 挑決敗者               | ベスト4                                | ベスト4                                |
| 2    | 1963 | 前期 | 大山康晴       | ○○○－－                         | 二上達也       | ○●○                     | 花村元司               | 升田幸三                               | 丸田祐三                               |
| 3    | 1963 | 後期 | 大山康晴       | ○○●○－                          | 升田幸三       | ○●○                     | 山田道美               | 有吉道夫                               | 加藤一二三                             |
| 4    | 1964 | 前期 | 大山康晴       | ●○●○○                           | 関根茂         | ○○－                    | 本間爽悦               | 山田道美                               | 丸田祐三                               |
| 5    | 1964 | 後期 | 大山康晴永     | ○○○－－                         | 本間爽悦       | ○○－                    | 関根茂                 | 塚田正夫                               | 丸田祐三                               |
| 6    | 1965 | 前期 | 大山康晴       | ●○●○○                           | 升田幸三       | ○○－                    | 丸田祐三               | 加藤一二三                             | 大野源一                               |
| 7    | 1965 | 後期 | 大山康晴       | ○●●○○                           | 二上達也       | ●○○                     | 加藤一二三             | 山田道美                               | 升田幸三                               |
| 8    | 1966 | 前期 | 大山康晴       | ●○●●－                          | 二上達也       | ○○－                    | 長谷部久雄             | 佐藤大五郎                             | 中原誠                                 |
| 9    | 1966 | 後期 | 二上達也       | ●●●－－                         | 大山康晴       | ○○－                    | 山田道美               | 花村元司                               | 佐藤庄平                               |
| 10   | 1967 | 前期 | 大山康晴       | \| 千 ● \| ● \| ○ \| ● \| － \| | 山田道美       | ○○－                    | 丸田祐三               | 灘蓮照                                 | 北村昌男                               |
| 千 ● | ●    | ○    | ●              | －                              |                |                         |                        |                                        |                                        |

### 第11期～第65期(年2期開催)
| 期 | 年度 | 年度 | 棋聖戦五番勝負 | 棋聖戦五番勝負                 | 棋聖戦五番勝負 | 挑戦者決定トーナメント | 挑戦者決定トーナメント | 挑戦者決定トーナメント |
| 期 | 年度 | 年度 | 棋聖           | 勝敗                           | 挑戦者         | 挑決敗者               | ベスト4                | ベスト4                |
| -- | ---- | ---- | -------------- | ------------------------------ | -------------- | ---------------------- | ---------------------- | ---------------------- |
| 11 | 1967 | 後期 | 山田道美       | ●●○○○                          | 中原誠         | 板谷進                 | 大山康晴               | 関根茂                 |
| 12 | 1968 | 前期 | 山田道美       | ○●●●－                         | 中原誠         | 高島弘光               | 升田幸三               | 大山康晴               |
| 13 | 1968 | 後期 | 中原誠         | ○●○○－                         | 大山康晴       | 二上達也               | 升田幸三               | 高島弘光               |
| 14 | 1969 | 前期 | 中原誠         | ○○○－－                        | 山田道美       | 内藤國雄               | 升田幸三               | 大山康晴               |
| 15 | 1969 | 後期 | 中原誠         | ○●●●－                         | 内藤國雄       | 北村昌男               | 二上達也               | 有吉道夫               |
| 16 | 1970 | 前期 | 内藤國雄       | ●●○●－                         | 大山康晴       | 山田道美               | 桐山清澄               | 丸田祐三               |
| 17 | 1970 | 後期 | 大山康晴       | ●●●－－                        | 中原誠         | 二上達也               | 板谷進                 | 升田幸三               |
| 18 | 1971 | 前期 | 中原誠永       | ○○●○－                         | 大山康晴       | 西村一義               | 大野源一               | 大友昇                 |
| 19 | 1971 | 後期 | 中原誠         | ○●○○－                         | 二上達也       | 有吉道夫               | 大山康晴               | 内藤國雄               |
| 20 | 1972 | 前期 | 中原誠         | ○○●○－                         | 内藤國雄       | 佐藤大五郎             | 二上達也               | 加藤一二三             |
| 21 | 1972 | 後期 | 中原誠         | ○○●●●                          | 有吉道夫       | 佐藤大五郎             | 大内延介               | 佐伯昌優               |
| 22 | 1973 | 前期 | 有吉道夫       | ○●●●－                         | 米長邦雄       | 桐山清澄               | 大山康晴               | 加藤一二三             |
| 23 | 1973 | 後期 | 米長邦雄       | ○○●●●                          | 内藤國雄       | 中原誠                 | 大山康晴               | 有吉道夫               |
| 24 | 1974 | 前期 | 内藤國雄       | ○●●●－                         | 大山康晴       | 中原誠                 | 米長邦雄               | 大内延介               |
| 25 | 1974 | 後期 | 大山康晴       | ○○○－－                        | 米長邦雄       | 中原誠                 | 内藤國雄               | 二上達也               |
| 26 | 1975 | 前期 | 大山康晴       | ○●○○－                         | 二上達也       | 内藤國雄               | 桜井昇                 | 関根茂                 |
| 27 | 1975 | 後期 | 大山康晴       | ○○○－－                        | 二上達也       | 吉田利勝               | 大内延介               | 内藤國雄               |
| 28 | 1976 | 前期 | 大山康晴       | ○●○○－                         | 桐山清澄       | 大内延介               | 西村一義               | 淡路仁茂               |
| 29 | 1976 | 後期 | 大山康晴       | ●○○●○                          | 米長邦雄       | 有吉道夫               | 大内延介               | 森雞二                 |
| 30 | 1977 | 前期 | 大山康晴       | ○●○○－                         | 森雞二         | 米長邦雄               | 加藤一二三             | 有吉道夫               |
| 31 | 1977 | 後期 | 大山康晴       | ○○●●●                          | 中原誠         | 森安秀光               | 米長邦雄               | 森雞二                 |
| 32 | 1978 | 前期 | 中原誠         | ○○○－－                        | 有吉道夫       | 二上達也               | 森安秀光               | 関根茂                 |
| 33 | 1978 | 後期 | 中原誠         | ○●○○－                         | 二上達也       | 森安秀光               | 桐山清澄               | 板谷進                 |
| 34 | 1979 | 前期 | 中原誠         | ○●○○－                         | 加藤一二三     | 大山康晴               | 谷川浩司               | 勝浦修                 |
| 35 | 1979 | 後期 | 中原誠         | ○○○－－                        | 淡路仁茂       | 西村一義               | 二上達也               | 森雞二                 |
| 36 | 1980 | 前期 | 中原誠         | ●●○●－                         | 米長邦雄       | 佐藤義則               | 加藤一二三             | 内藤國雄               |
| 37 | 1980 | 後期 | 米長邦雄       | ○●●●－                         | 二上達也       | 大山康晴               | 花村元司               | 加藤一二三             |
| 38 | 1981 | 前期 | 二上達也       | ○○○－－                        | 中原誠         | 大内延介               | 勝浦修                 | 大山康晴               |
| 39 | 1981 | 後期 | 二上達也       | ○○○－－                        | 加藤一二三     | 淡路仁茂               | 森雞二                 | 内藤國雄               |
| 40 | 1982 | 前期 | 二上達也       | ●●●－－                        | 森雞二         | 真部一男               | 勝浦修                 | 土佐浩司               |
| 41 | 1982 | 後期 | 森雞二         | ●○●●－                         | 中原誠         | 森安秀光               | 谷川浩司               | 田中寅彦               |
| 42 | 1983 | 前期 | 中原誠         | ○○●●●                          | 森安秀光       | 桐山清澄               | 内藤國雄               | 森雞二                 |
| 43 | 1983 | 後期 | 森安秀光       | ●○●●－                         | 米長邦雄       | 中原誠                 | 加藤一二三             | 石田和雄               |
| 44 | 1984 | 前期 | 米長邦雄       | ○○○－－                        | 谷川浩司       | 桐山清澄               | 大山康晴               | 加藤一二三             |
| 45 | 1984 | 後期 | 米長邦雄永     | ●○●○○                          | 中村修         | 森安秀光               | 加藤一二三             | 大山康晴               |
| 46 | 1985 | 前期 | 米長邦雄       | ○●○○－                         | 勝浦修         | 谷川浩司               | 桐山清澄               | 森雞二                 |
| 47 | 1985 | 後期 | 米長邦雄       | ○○○－－                        | 中村修         | 勝浦修                 | 森安秀光               | 桐山清澄               |
| 48 | 1986 | 前期 | 米長邦雄       | ●●○●－                         | 桐山清澄       | 谷川浩司               | 中村修                 | 淡路仁茂               |
| 49 | 1986 | 後期 | 桐山清澄       | ○○●○－                         | 南芳一         | 加藤一二三             | 大山康晴               | 森安秀光               |
| 50 | 1987 | 前期 | 桐山清澄       | ○○○－－                        | 西村一義       | 小林健二               | 中村修                 | 大山康晴               |
| 51 | 1987 | 後期 | 桐山清澄       | ●●●－－                        | 南芳一         | 田中寅彦               | 小林健二               | 二上達也               |
| 52 | 1988 | 前期 | 南芳一         | ●○○●●                          | 田中寅彦       | 谷川浩司               | 田丸昇                 | 中原誠                 |
| 53 | 1988 | 後期 | 田中寅彦       | ●○○●●                          | 中原誠         | 高橋道雄               | 塚田泰明               | 谷川浩司               |
| 54 | 1989 | 前期 | 中原誠         | ●○○○－                         | 南芳一         | 淡路仁茂               | 塚田泰明               | 羽生善治               |
| 55 | 1989 | 後期 | 中原誠         | ●○○●○                          | 屋敷伸之       | 高橋道雄               | 塚田泰明               | 加藤一二三             |
| 56 | 1990 | 前期 | 中原誠         | ○○●●●                          | 屋敷伸之       | 塚田泰明               | 青野照市               | 高橋道雄               |
| 57 | 1990 | 後期 | 屋敷伸之       | ●○○○－                         | 森下卓         | 郷田真隆               | 中村修                 | 小林健二               |
| 58 | 1991 | 前期 | 屋敷伸之       | ○●●○●                          | 南芳一         | 郷田真隆               | 中原誠                 | 谷川浩司               |
| 59 | 1991 | 後期 | 南芳一         | ●●●－－                        | 谷川浩司       | 阿部隆                 | 屋敷伸之               | 内藤國雄               |
| 60 | 1992 | 前期 | 谷川浩司       | ●○○○－                         | 郷田真隆       | 阿部隆                 | 中原誠                 | 神崎健二               |
| 61 | 1992 | 後期 | 谷川浩司       | ○持○○－－                      | 郷田真隆       | 塚田泰明               | 神崎健二               | 南芳一                 |
| 62 | 1993 | 前期 | 谷川浩司       | ○●●●－                         | 羽生善治       | 福崎文吾               | 中川大輔               | 高橋道雄               |
| 63 | 1993 | 後期 | 羽生善治       | \| ○ \| ○ \| 千 ● \| ● \| ○ \| | 谷川浩司       | 福崎文吾               | 米長邦雄               | 森内俊之               |
| 64 | 1994 | 前期 | 羽生善治       | ○●○○－                         | 谷川浩司       | 中原誠                 | 森内俊之               | 島朗                   |
| 65 | 1994 | 後期 | 羽生善治       | ○○○－－                        | 島朗           | 谷川浩司               | 森内俊之               | 三浦弘行               |
| ○  | ○    | 千 ● | ●              | ○                              |                |                        |                        |                        |

| ○ | ○ | 千 ● | ● | ○ |

### 第66期～現在
| ○ | 千 ○ | ○ | － | － |

| ○ | 千 ○ | ○ | － | － |

| 千 ● | ○ | ● | ○ | ○ |

| 千 ● | ○ | ○ | ○ | － |

| ○ | ● | ○ | ○ | － |

| ○ | ○ | ○ | － | － |

| ○ | ○ | ○ | － | － |

## 記録
|          | 永世称号獲得              | タイトル獲得                                                                                              | 五番勝負出場                        | ベスト16以上                                                                   |
| -------- | ------------------------- | --- | ----------------------------------- | ------------------------------------------------------------------------------ |
| 最多     | -                         | \| 通算16期 \| \| \| \| 大山康晴(うち年2期制 16期) 中原誠(うち年2期制 16期) 羽生善治(うち年2期制 04期) \| | 中原誠 通算23期 (うち年2期制 23期)0 | 中原誠 通算71期 00(うち年2期制 57期)                                           |
| 連続     | -                         | 羽生善治 10連覇                                                                                           | 羽生善治 11期連続                   | 中原誠 69期連続 (うち年2期制 55期連続)0                                        |
| 最年少   | 第95期 藤井聡太 21歳348日 | 第91期 藤井聡太 17歳363日                                                                                 | 第91期 藤井聡太 17歳325日           | 第34期 谷川浩司 16歳351日                                                      |
| 最年長   | 第5期 大山康晴 41歳304日  | 第30期 大山康晴 54歳127日                                                                                 | 第31期 大山康晴 54歳275日           | 第81期 加藤一二三 70歳54日                                                     |
| 通算16期 |                           | |                                     | 大山康晴(うち年2期制 16期) 中原誠(うち年2期制 16期) 羽生善治(うち年2期制 04期) |

## 通算成績
- 第95期終了時点
- 永世棋聖と永世棋聖資格者、最多記録の数字は太字表記
- 棋聖在位者は*で注記

| 氏名       | 棋聖在位 | 棋聖在位 | 五番勝負出場 (在位・挑戦者問わず) | 五番勝負出場 (在位・挑戦者問わず) | 挑戦者決定戦進出 （棋聖在位含む） | 挑戦者決定戦進出 （棋聖在位含む） | ベスト16以上 （棋聖在位含む） | ベスト16以上 （棋聖在位含む） |
| 氏名       | 通算     | 連続     | 通算                              | 連続                              | 通算                              | 連続                              | 通算                          | 連続                          |
| ---------- | -------- | -------- | --------------------------------- | --------------------------------- | --------------------------------- | --------------------------------- | ----------------------------- | ----------------------------- |
| 羽生善治   | 16       | 10       | 20                                | 11                                | 22                                | 11                                | 35                            | 32                            |
| 大山康晴   | 16       | 7        | 22                                | 10                                | 23                                | 10                                | 52                            | 51                            |
| 中原誠     | 16       | 5        | 23                                | 6                                 | 28                                | 6                                 | 71                            | 69                            |
| 米長邦雄   | 7        | 5        | 12                                | 6                                 | 13                                | 6                                 | 50                            | 18                            |
| 佐藤康光   | 6        | 6        | 7                                 | 7                                 | 7                                 | 7                                 | 25                            | 20                            |
| 藤井聡太*  | 6        | 6        | 6                                 | 6                                 | 6                                 | 6                                 | 6                             | 6                             |
| 二上達也   | 4        | 3        | 12                                | 4                                 | 15                                | 4                                 | 46                            | 41                            |
| 谷川浩司   | 4        | 3        | 9                                 | 6                                 | 10                                | 7                                 | 41                            | 34                            |
| 桐山清澄   | 3        | 3        | 5                                 | 4                                 | 7                                 | 3                                 | 40                            | 13                            |
| 屋敷伸之   | 3        | 2        | 6                                 | 4                                 | 7                                 | 4                                 | 21                            | 6                             |
| 山田道美   | 2        | 2        | 4                                 | 3                                 | 7                                 | 4                                 | 14                            | 10                            |
| 南芳一     | 2        | 1        | 6                                 | 2                                 | 6                                 | 2                                 | 23                            | 16                            |
| 郷田真隆   | 2        | 1        | 6                                 | 2                                 | 12                                | 3                                 | 28                            | 13                            |
| 内藤國雄   | 2        | 1        | 5                                 | 2                                 | 7                                 | 3                                 | 38                            | 11                            |
| 渡辺明     | 1        | 1        | 5                                 | 3                                 | 7                                 | 4                                 | 19                            | 19                            |
| 三浦弘行   | 1        | 1        | 3                                 | 3                                 | 3                                 | 3                                 | 19                            | 6                             |
| 有吉道夫   | 1        | 1        | 3                                 | 2                                 | 5                                 | 2                                 | 39                            | 18                            |
| 森雞二     | 1        | 1        | 3                                 | 2                                 | 3                                 | 2                                 | 27                            | 9                             |
| 豊島将之   | 1        | 1        | 3                                 | 2                                 | 3                                 | 2                                 | 7                             | 5                             |
| 森安秀光   | 1        | 1        | 2                                 | 2                                 | 6                                 | 3                                 | 17                            | 11                            |
| 田中寅彦   | 1        | 1        | 2                                 | 2                                 | 3                                 | 3                                 | 14                            | 4                             |
| 深浦康市   | 0        | 0        | 2                                 | 1                                 | 4                                 | 3                                 | 13                            | 6                             |
| 永瀬拓矢   | 0        | 0        | 2                                 | 1                                 | 5                                 | 4                                 | 7                             | 5                             |
| 森内俊之   | 0        | 0        | 2                                 | 1                                 | 4                                 | 2                                 | 22                            | 7                             |
| 加藤一二三 | 0        | 0        | 2                                 | 1                                 | 4                                 | 1                                 | 54                            | 14                            |
| 中村修     | 0        | 0        | 2                                 | 1                                 | 2                                 | 1                                 | 14                            | 7                             |
| 西村一義   | 0        | 0        | 1                                 | 1                                 | 3                                 | 1                                 | 18                            | 4                             |
| 淡路仁茂   | 0        | 0        | 1                                 | 1                                 | 3                                 | 1                                 | 14                            | 2                             |
| 勝浦修     | 0        | 0        | 1                                 | 1                                 | 2                                 | 2                                 | 27                            | 10                            |
| 関根茂     | 0        | 0        | 1                                 | 1                                 | 2                                 | 2                                 | 24                            | 4                             |
| 丸山忠久   | 0        | 0        | 1                                 | 1                                 | 2                                 | 2                                 | 10                            | 3                             |
| 本間爽悦   | 0        | 0        | 1                                 | 1                                 | 2                                 | 2                                 | 5                             | 4                             |
| 木村一基   | 0        | 0        | 1                                 | 1                                 | 2                                 | 1                                 | 17                            | 5                             |
| 森下卓     | 0        | 0        | 1                                 | 1                                 | 2                                 | 1                                 | 11                            | 3                             |
| 島朗       | 0        | 0        | 1                                 | 1                                 | 1                                 | 1                                 | 13                            | 3                             |
| 塚田正夫   | 0        | 0        | 1                                 | 1                                 | 1                                 | 1                                 | 12                            | 5                             |
| 鈴木大介   | 0        | 0        | 1                                 | 1                                 | 1                                 | 1                                 | 11                            | 5                             |
| 中村太地   | 0        | 0        | 1                                 | 1                                 | 1                                 | 1                                 | 6                             | 3                             |
| 山崎隆之   | 0        | 0        | 1                                 | 1                                 | 1                                 | 1                                 | 6                             | 3                             |
| 斎藤慎太郎 | 0        | 0        | 1                                 | 1                                 | 1                                 | 1                                 | 4                             | 2                             |
| 佐々木大地 | 0        | 0        | 1                                 | 1                                 | 1                                 | 1                                 | 2                             | 2                             |
| 杉本和陽   | 0        | 0        | 1                                 | 1                                 | 1                                 | 1                                 | 1                             | 1                             |

| 氏名       | 出場回数 | 出場回数 | 出場回数              | 通算 勝数 | 最高 勝数 | 最高成績                                |
| 氏名       | 通算     | 連続     | 出場期 (太字は直近期) | 通算 勝数 | 最高 勝数 | 最高成績                                |
| ---------- | -------- | -------- | --------------------- | --------- | --------- | --------------------------------------- |
| 清水市代   | 16       | 12       | 67-78,80-82,85        | 5         | 1         | 一次予選 2回戦進出 (第70,76,77,78,82期) |
| 福間香奈   | 9        | 8        | 82,90-97              | 9         | 3         | 一次予選 決勝進出0 (第91期)             |
| 中井広恵   | 8        | 4        | 66,68-69,71,74-77     | 4         | 1         | 一次予選 2回戦進出 (第66,68,69,76期)    |
| 西山朋佳   | 6        | 6        | 92-97                 | 12        | 5         | 二次予選 決勝進出0 (第92期)             |
| 矢内理絵子 | 4        | 4        | 78-81                 | 0         | 0         | 未勝利                                  |
| 斎田晴子   | 4        | 2        | 66-67,70,73           | 1         | 1         | 一次予選 2回戦進出 (第66期)             |
| 甲斐智美   | 4        | 2        | 83-84,86-87           | 1         | 1         | 一次予選 2回戦進出 (第86期)             |
| 上田初美   | 3        | 3        | 83-85                 | 0         | 0         | 未勝利                                  |
| 伊藤沙恵   | 3        | 3        | 88-90                 | 1         | 1         | 一次予選 2回戦進出 (第88期)             |
| 香川愛生   | 3        | 2        | 86-87,89              | 0         | 0         | 未勝利                                  |
| 石橋幸緒   | 1        | 1        | 72                    | 0         | 0         | 未勝利                                  |
| 千葉涼子   | 1        | 1        | 79                    | 0         | 0         | 未勝利                                  |
| 室谷由紀   | 1        | 1        | 88                    | 0         | 0         | 未勝利                                  |
| 渡部愛     | 1        | 1        | 91                    | 0         | 0         | 未勝利                                  |